# La Superabuela
Super Gran, conocida en Hispanoamérica y España como La Superabuela, es una serie de televisión británica de carácter cómico-fantástico y destinada al público infantil, que se emitió entre el 20 de junio de 1985 y el 31 de mayo de 1987. La idea de la serie procede de unos libros para niños escritos por Forrest Wilson, que se empezaron a publicar en 1978, y que tuvieron bastante aceptación en Gran Bretaña.
El principal atractivo de la serie eran las cosas que era capaz de hacer la Superabuela, ayudada por unos efectos especiales modestos pero bastante logrados. Se trataba de conseguir la risa de los espectadores viendo cómo esa anciana de apariencia desvalida era capaz de darles su merecido a los malos de turno. Además de sus poderes la Superabuela utilizaba algunos artilugios curiosos obra de su amigo el inventor Black; como por ejemplo el Flycycle, una especie de bicicleta con alas que podía volar, o el Skimmer Mobile, que era un vehículo con el que podía desplazarse tanto por tierra como por el agua.

## Argumento
El argumento consiste en las aventuras de una mujer mayor, amable y feliz, conocida como Granny Smith/La Superabuela (Gudrun Ure) que vive en la pequeña y tranquila ciudad de Chisleton. Un día estaba paseando por un parque y fue víctima accidental de un rayo mágico salido de una máquina creada por el Inventor Black (Bill Shine), pero que le había sido robada por el villano Scunner Campbell (Iain Cuthbertson). 
A partir de ese momento Granny Smith pasará a tener superpoderes, tales como una fuerza descomunal, una velocidad asombrosa, saltos imposibles, etc. Ella utilizará esos superpoderes para  luchar contra el villano Scunner Campbell y sus torpes ayudantes Muscles y Dustin, así como contra cualquiera que perturbe la tranquila vida de los amables habitantes de Chisleton.

## Reparto
- Gudrun Ure ... Supergran
- Iain Cuthbertson ... Scunner Campbell
- Iam Towell ... Willard
- Holly English ... Edison
- Bill Shine ... Inventor Black
- Lee Marshall ... Tub

## Ficha técnica
- Título original - Super Gran
- Idea original - Forrest Wilson
- Guionista - Jenny McDade
- Productora - Tyne Tees Television
- Género - Cómico-fantástico
- Número de episodios - 27
- Duración de cada episodio - 30 min.
- Año del primer episodio - 1985
- País - Reino Unido
- Idioma - Inglés
- Distribución - BBC

## Emisión internacional
- RCN Televisión
- Cubavisión

## Producción
Cada episodio era autoconclusivo, y contenía una trama distinta de la lucha de la Superabuela contra el crimen. Entre las estrellas invitadas que aparecieron en algunos capítulos estaban actores y actrices bastante conocidos en Reino Unido, como Spike Milligan, Charles Hawtrey o Patrick Troughton, pero también intervinieron otros personajes populares como la cantante Lulu o el futbolista George Best.
La serie se filmó en localizaciones del norte de Inglaterra, sobre todo en Tynemouth y South Shields. El nombre de Chisleton (que aparece como la ciudad en la que transcurre la historia) es en todo caso ficticio.
El tema musical de la serie el obra del músico Bill Connolly, y tuvo bastante aceptación entre el público.